# Zubizuri

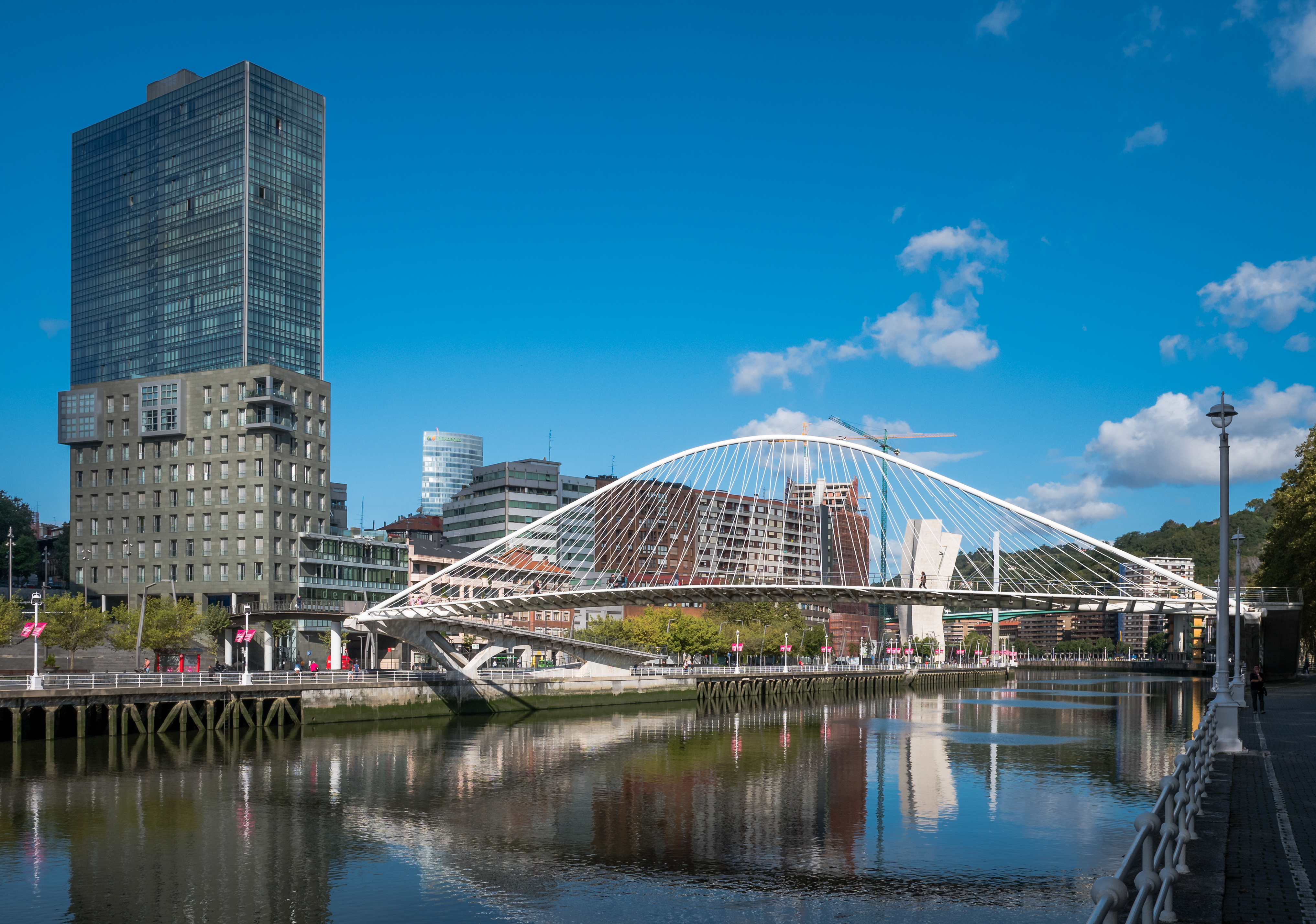
Le Zubizuri enjambant le Nervion

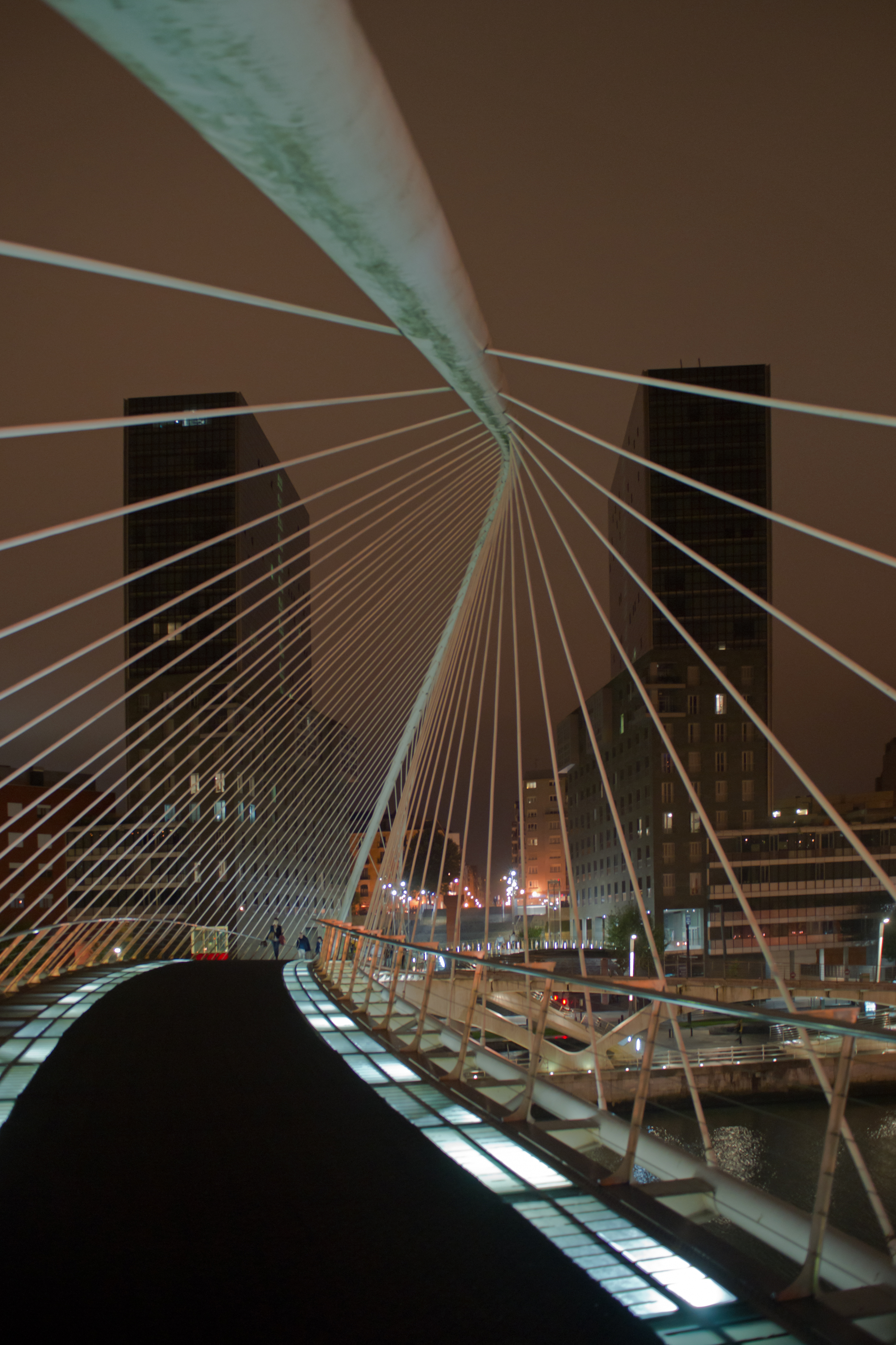
Isozaki Atea vue du Zubizuri

Le Zubizuri (le pont blanc en basque) est une passerelle suspendue au-dessus du fleuve Nervion à Bilbao, se trouvant tout près du musée Guggenheim.
Il a été dessiné par l'architecte Santiago Calatrava Valls. La passerelle a été ouverte au public en 1997.